# John Fante
Œuvres principales
- Demande à la poussière
- Pleins de vie
- Mon chien Stupide

John Fante, né le 8 avril 1909 à Denver (Colorado) et mort le 8 mai 1983 à Los Angeles (Californie), est un romancier, nouvelliste et scénariste américain.

## Biographie
Fils d'immigrants italiens (son père était né à Torricella Peligna et sa mère, italo-américaine, était la fille d'un immigré de l'Italie méridionale), John Fante naît au Colorado (États-Unis) en 1909, au sein d'une famille croyante et conservatrice. Son enfance de gamin des rues turbulent se fera au sein d'une école jésuite, où Fante découvrira le besoin de liberté, la sexualité et l'écriture.
Il commence à écrire très tôt et, si on en croit ses romans autobiographiques, se montre un enfant particulièrement sensible, enflammé, charismatique et avide de la beauté du monde. À trois reprises entre 1927 et 1931, ses tentatives de mener des études universitaires échouent au bout de quelques mois.
À 20 ans, il se rend à Los Angeles (en 1929) où il travaille notamment dans une conserverie de poisson (évoqué dans La Route de Los Angeles) et exerce de nombreux petits boulots pour survivre. Avide de littérature, le jeune homme se nourrit spirituellement avec Knut Hamsun, Dostoïevski, Nietzsche, Jack London et Sinclair Lewis, et fait ses premières gammes en écriture.
Ses premières nouvelles attireront l'attention de H. L. Mencken, rédacteur en chef de la revue littéraire The American Mercury, qui publiera régulièrement, dès 1932, la prose du jeune Fante (sa première nouvelle est publiée alors qu'il a 23 ans, mais il se fait passer pour plus jeune, par orgueil et goût de la mise en scène de son propre talent) et gardera même une correspondance de 20 ans avec le jeune écrivain.
En 1933, son roman La Route de Los Angeles (The Road to Los Angeles) est refusé car jugé trop cru et trop provocant (malgré une correction de son ébauche vers 1936, le roman ne sera publié qu'en 1985, après sa mort).
Son premier roman Bandini, paraît en 1938. Largement autobiographique, le récit y suit les pérégrinations du jeune Arturo Bandini, fils d'immigrés italiens, habile rhéteur, manipulateur, joueur et jouisseur, qui a quitté son Colorado natal pour se faire une place au soleil. L'œuvre est habile, élégante, montre un Bandini/Fante sûr de lui et de sa folie, bien en adéquation avec la personnalité de Fante : menteur, joueur, il n'a pas hésité ici, et comme il ne cessera de le faire, à travestir la réalité, pour lui donner plus de substance, plus de goût, plus de puissance. Et l'effort marche à merveille : Bandini est un héros inimitable, borderline, toujours à chercher l'extrême et la nausée dans ses envies : l'art, la philosophie, les femmes. Bandini constitue le premier quart d'un cycle autobiographique constitué de La Route de Los Angeles, Demande à la poussière (Ask the Dust, publié en 1939), et beaucoup plus tardivement de Rêves de Bunker Hill  (Dreams from Bunker Hill, publié en 1982).
L'autre cycle de Fante, Molise, comprend Les Compagnons de la grappe (The Brotherhood of the Grape, 1977) et Mon chien Stupide (My Dog Stupid, 1986).
À l'époque de Demande à la poussière, Fante est encore un gamin torturé et impulsif, qui s'est installé dans un petit hôtel tenu comme une pension de famille par une dame patronnesse. Fante vit alors seul et envoie de l'argent à sa mère dès que tombe un cachet de l'American Mercury. Il prophétise le monde et est sans cesse tendu entre deux abîmes : les femmes et la littérature.
Sa rencontre avec Joyce, une étudiante fortunée, éditrice et écrivain, qu'il épouse en juillet 1937 lui permettra de s'adonner pendant de longs mois à ses deux passions, le golf et le jeu. Il trouve tout de même le temps d'écrire et d'éditer son plus grand succès de librairie Pleins de vie (Full of Life, 1952) dont la manne financière lui permet d'acquérir une maison à Malibu. Le succès de sa dernière parution lui ouvre aussi les portes d'Hollywood. De 1950 à 1956, John Fante vit sous le règne de l'abondance, il travaille notamment pour la Fox et la MGM où il devient un scénariste important et reconnu avec les films My Man and I (1952), Full of Life (1956), Un seul amour (Jeanna Eagels, 1957), Miracle à Cupertino (The Reluctant Saint) (1962), La Rue chaude (Walk on the Wild Side, 1962), Mes six amours et mon chien (My Six Loves, 1963) et le téléfilm Something for a Lonely Man (en) (1968). Il est nommé aux Writers Guild of America Award du meilleur scénario en 1957 pour Full of Life. Durant cette période, il se rend également pour travailler à Rome et à Naples et ces séjours réveillent en lui la nostalgie de ses origines italiennes.
Cette carrière fut vraisemblablement alimentaire pour Fante, qui regrettait la cruauté bruyante[Quoi ?] de son travail de romancier. Il tombe alors dans un oubli relatif jusqu'à ce que Charles Bukowski, qui le vénérait, entreprenne avec son ami et éditeur John Martin de Black Sparrow Press, de rééditer Demande à la poussière. La situation matérielle de Fante s'améliore dans les années qui suivent grâce à l'éditeur de Black Sparrow Books et à Bukowski qui font tant pour le faire redécouvrir du grand public ; mais Fante est désormais aveugle et cul-de-jatte à cause de son diabète. À l'occasion de sa rencontre avec Charles Bukowski, Fante dit alors : « La pire chose qui puisse arriver aux gens c'est l'amertume. Ils deviennent tous si amers ». Peu avant sa mort, il dicte à sa femme Joyce les épreuves de Rêves de Bunker Hill.
Il meurt dans l'indifférence générale à Los Angeles, en mai 1983, à l'âge de 74 ans de complications liées au diabète.
Fante est le père de quatre enfants, dont l'écrivain Dan Fante.
En 1987, Fante a reçu à titre posthume le PEN USA President's Award.
En 2010, l'intersection de la Cinquième Rue et de la Grande Avenue de Los Angeles est nommée Place John-Fante.
Figure de l'excès et de la provocation, John Fante est aujourd'hui considéré comme un écrivain de premier ordre, précurseur de la Beat generation.

## Existentialisme
En 2023, une thèse de maîtrise intitulée : "The Construction of the Self: An Existentialist Reading of John Fante’s The Bandini Quartet", a été présentée à la Faculté des Lettres de l'UFMG  et a compté avec le Professeur Stephen Cooper (pt) dans le jury de soutenance. En plus d'avoir écrit la première biographie de John Fante, Stephen Cooper est le principal érudit et critique de l'œuvre de Fante. Dans la thèse en question, l'auteure établit des parallèles entre diverses instances de la vie du protagoniste Arturo Bandini et les principales prémisses des philosophes qui ont le plus contribué au mouvement existentialiste : trois d'entre eux étant théistes et trois déclarément athées. Elle commence par le désespoir kierkegaardien face à l'existence, clairement visible dans la souffrance de Bandini et son non-acceptation de lui-même. Ensuite, elle passe par l'auto-analyse troublée dostoïevskienne comme racontée dans Notes from the Underground. La dissertation discute aussi la rébellion anti-chrétienne de l'Übermensch de Nietzsche, qui est démontrée et clairement exprimée par Bandini principalement dans Road to Los Angeles et Ask the Dust, le deuxième et troisième volumes de la tétralogie où il lutte férocement pour devenir athée, mais sa formation jésuite et profondément catholique l'en empêche. Un autre point analysé est l'état de contingence de l'existence humaine qui, selon Heidegger, peut transcender sa “facticité”; point aussi clairement vécu par le personnage. Le concept sartrien de mauvaise foi et le désir d'être Dieu sont également des thèmes présents dans l'œuvre de Fante. Enfin, l'auteure aborde la persévérance et l'acceptation de la vie même face à l'absurde, telles que conçues par Albert Camus dans Le Mythe de Sisyphe. La dissertation examine comment les échecs répétés et les désillusions du protagoniste alimentent son angoisse face à l'arbitraire de l'existence. Fante utilise l'humour et l'ironie comme stratégie narrative pour traiter de questions existentielles angoissantes afin d'éviter un ton excessivement sombre ou victimaire. Tous ces éléments justifient une lecture de l'œuvre de Fante sous un angle existentialiste.

## Prix John Fante
En l'honneur de l'écrivain, Torricella Peligna, la commune de naissance du père de John Fante, organise depuis 2006 un festival littéraire,  Il Dio di mio padre. Le nom du festival est la traduction du titre d'une nouvelle de Fante : My father's god (1975).

Depuis 2008, le Festival récompense la première œuvre d'un écrivain par le prix Premio Letterario John Fante Opera Prima.

## Œuvre

### Romans

#### Cycle autobiographiqueQuatuor Bandini
1. Wait Until Spring, Bandini (1938) Publié en français sous le titre Bandini, traduit par Brice Matthieussent, Paris, Christian Bourgois éditeur, 1985 ; réédition avec une postface de Philippe Garnier, Paris, UGE, coll. « 10/18 » no 1915, 1988  (ISBN 2-264-01098-3)
2. The Road to Los Angeles (1985), achevé en 1936 Publié en français sous le titre La Route de Los Angeles, traduit par Brice Matthieussent, Paris, Christian Bourgois éditeur, 1987 ; réédition, Paris, UGE, coll. « 10/18 » no 2028, 1989  (ISBN 2-264-01434-2)
3. Ask the Dust (1939) Publié en français sous le titre Demande à la poussière, traduit par Philippe Garnier, Paris, Christian Bourgois éditeur, 1986 ; réédition, Paris, UGE, coll. « 10/18 » no 1954, 1988  (ISBN 2-264-01153-X)
4. Dreams from Bunker Hill (1982) Publié en français sous le titre Rêves de Bunker Hill, traduit par Brice Matthieussent, Paris, Christian Bourgois éditeur, 1985 ; réédition, Paris, UGE, coll. « 10/18 » no 2056, 1989  (ISBN 2-264-01430-X)

#### CycleMolise
- The Brotherhood of the Grape (1977) Publié en français sous le titre Les Compagnons de la grappe, traduit par Brice Matthieussent, Paris, Christian Bourgois éditeur, 1988 ; réédition, Paris, C. Bourgois, coll. « 10/18 » no 2111, 1990  (ISBN 2-264-01354-0)
- My Dog Stupid (1986) Publié en français sous le titre Mon chien Stupide, traduit par Brice Matthieussent, Paris, Christian Bourgois éditeur, 1987 ; réédition, Paris, C. Bourgois, coll. « 10/18 » no 2023, 1989  (ISBN 2-264-01325-7)

#### Autres romans
- Full of Life (1952) Publié en français sous le titre Pleins de vie, traduit par Brice Matthieussent, Paris, Christian Bourgois éditeur, 1988 ; réédition, Paris, C. Bourgois, coll. « 10/18 » no 2089, 1990  (ISBN 2-264-01465-2)
- The Orgy (1986) ; 1933 Was a Bad Year (1985) Publié en français sous le titre L'Orgie, suivi de 1933 fut une mauvaise année, traduit par Brice Matthieussent, Paris, Christian Bourgois éditeur, 1987 ; réédition, Paris, C. Bourgois, coll. « 10/18 » no 2071, 1990  (ISBN 2-264-01452-0)
- West of Rome (1986), recueil de deux novellas qui contient Mon chien Stupide et L'Orgie.

### Recueils de nouvelles
- Dago Red (1940)

- The Wine of Youth (1985) Publié en français sous le titre Le Vin de la jeunesse, traduit par Brice Matthieussent, Paris, Christian Bourgois éditeur, 1986 ; réédition, Paris, C. Bourgois, coll. « 10/18 » no 1998, 1989  (ISBN 2-264-01326-5)
- The Big Hunger (2000) Publié en français sous le titre Grosse Faim (nouvelles 1932-1959), traduit par Brice Matthieussent, Paris, Christian Bourgois éditeur, 2001 ; réédition, Paris, 10/18, coll. « Domaine étranger » no 3473, 2002  (ISBN 2-264-03415-7)

### Correspondances
- Fante/Mencken: John Fante & H. L. Mencken: A Personal Correspondence, 1932–1950 (1989) Publié en français sous le titre Correspondance Fante/Mencken, traduit par Brice Matthieussent, Paris, Christian Bourgois éditeur, 1991 ; réédition, Paris, UGE, coll. « 10/18 »  no 2344, 1993  (ISBN 2-264-01766-X)
- John Fante: Selected Letters, 1932–1981 (1991)

### Biographies
- Silvain Reiner, John Fante, la détresse et la lumière, éditions Le Castor Astral, 1998
- Stephen Cooper, Plein de Vie, Bourgois, 2001, parution en 10/18, 2002
- Dan Fante, Dommages collatéraux : l'héritage de John Fante, 13e Note Éditions, 2012  (ISBN 978-2-36374-027-4)

### Articles et études sur l'œuvre
- Stéphane Preziosi, « Contenir le désert, une lecture du dénouement de Demande à la poussière de John Fante », in Litterature et saveur. Explications de textes et commentaires offerts à Jean Goldzink, Le Manuscrit, 2009, p. 135–145.
- Philippe Labro, Olivier Barrot, « Les exclus du rêve américains. Fante et Carver », in Lettres d'Amérique. Un voyage en littérature, NIL éditions, Folio, 2001, p. 307–316 (Fante).

### Documentaires
- 1988 John Fante[9], documentaire français réalisé par Claude Ventura dans le magazine télévisé Cinéma, Cinémas (Première diffusion : Antenne 2, 17 avril 1988)
- 1996 John Fante[10] (52 min), documentaire français réalisé par René Féret pour la série télévisée Un siècle d'écrivains no 68 (Première diffusion : France 3, 17 avril 1996)